# Son Goku
Son Goku is een personage en de protagonist uit de manga Dragon Ball van Akira Toriyama.  Hij verschijnt ook in alle afgeleide werken, waaronder de animeseries Dragon Ball, Dragon Ball Z, Dragon Ball GT en Dragon Ball Super.

## Biografie en verhaal

### Dragon Ball
Toen hij nog een baby was, werd Goku gevonden door een oude man genaamd Opa Gohan.
Hij was een lastig jongetje dat altijd maar agressief was. Op een dag valt hij in een ravijn op zijn hoofd en sindsdien is hij een goedhartige jongen geworden die iedereen altijd te hulp staat. Goku is geboren met een staart, en als hij naar de volle maan kijkt, verandert hij in een enorme monsterlijke aap genaamd Oozaru. In deze vorm heeft Goku geen weet/controle over wat hij doet, en vermoordt zodoende per ongeluk Opa Gohan. Sindsdien leeft Goku in het oerwoud in een klein huisje, zich altijd afvragend waar Opa Gohan is. Het enige wat hij nog van zijn Opa heeft, is een magische staf, een zogeheten Dragonball (met vier sterren) en de kennis dat hij van zijn Opa nooit naar de volle maan mag kijken. Als Goku voor zichzelf een vis (minstens tien keer groter dan hijzelf) zonder enige moeite vangt als lunch, ontmoet hij het meisje Bulma, die op zoek is naar alle zeven Dragonballs (inclusief die van Opa Gohan). Als Bulma alle zeven dragonballs bij elkaar brengt, zal de magische draak Shenron uit de ballen herrijzen en de oproeper één wens geven. Bulma wil voor haarzelf een vriendje wensen, en sinds Goku geen afstand wil doen van zijn opa, besluit hij om haar te vergezellen op haar zoektocht. Onderweg leren ze nieuwe vrienden kennen, zoals het varken Oolong, Urigame en meester Roshi en Yamcha de woestijnbandiet en diens transformerende kat Puerh. Als de groep gevangen zit in het kasteel van de kwaadaardige keizer Pilaf, kijkt Goku per ongeluk in de volle maan en verandert in Oozaru, net als de keizer op het punt staat om aan Shenron voor wereldheerschappij te vragen. Goku begint met het vernietigen van het kasteel van Pilaf, waardoor de rest van de groep vrijkomt. Oolong redt de wereld van Pilaf, door aan Shenron het meest comfortabele ondergoed in de hele wereld te vragen, waarna Shenron verdwijnt en de dragonballs zich over de wereld weer verspreiden. Puerh verandert in een schaar en knipt Goku's staart af, waardoor hij weer normaal wordt. Yamcha en Bulma worden een stelletje en Pilaf vlucht weg. Aan het einde van hun avontuur besluit Goku om in leer te gaan bij meester Roshi. Tijdens zijn leer ontmoet hij zijn rivaal, beste vriend en medestudent: Krillin. Goku komt erachter dat Rohshi ook de meester was van Opa Gohan. Hij leert samen met Krilin de Kame-Sennin Martial Art stijl van Muten Roshi. Vaak verzamelt hij met Bulma, Krilin, Oolon, Yamcha en Puerh de Dragon Balls, en ontmoet steeds nieuwe aardige mensen.
Ook verslaat hij de gemene Red Ribbon Army en vecht in verscheidene toernooien, en wint telkens net niet. De eerste keer wint Roshi, vermomd als Jackie Chun, en de 2de keer Tien, die eerst een antiheld was, net als diens partner Chautzou, maar nu tot het goede kamp is bekeerd.
Uiteindelijk komt hij tegenover de kwaadaardige King Piccolo te staan, die de wereld wil vernietigen. Goku verslaat hem en heeft de wereld gered.
Piccolo reïncarneert zichzelf met een ei alvorens hij sterft en daaruit groeit Piccolo Jr. op, die het Goku lastig maakt in een volgend toernooi, waar Goku als volwassene verschijnt en in de finale Piccolo bevecht waarbij hij ernstig gewond raakt. Maar hij wint dit keer wel en stopt Piccolo, maar laat hem gaan, en langzaam wordt Piccolo Jr. goed.

### Dragon Ball Z

#### Saiyan Saga
Daarna in Dragon Ball Z, ontmoet Goku op een dag zijn slechte broer Raditz. Hij vertelt Goku dat hij in feite een Saiyan is en dat zijn Saiyan-naam Kakarot is. Als Raditz Gohan, Goku's zoon ontvoert, redt Goku uiteindelijk Gohan met de hulp van Piccolo, maar daarbij sterft Goku. Goku begint te trainen in The Other World onder de begeleiding van Koning Kaio. Koning Kaio leert Goku onder andere de Kaio-Ken en de Spirit Bomb.
Goku wordt weer tot leven gewekt en maakt zich klaar om de strijd aan te gaan met twee andere Saiyans die een jaar later arriveren na Raditz, Nappa en Vegeta, de prins van de Saiyans. De twee Saiyans weten van het bestaan van de Dragon Balls doordat Raditz de zender van zijn scouter (een apparaat dat vechtkracht kan meten) aanhad toen Piccolo hem vertelde over de Dragon Balls.
Uiteindelijk arriveert Goku en verslaat hij Nappa zonder moeite, die dan afgemaakt wordt door Vegeta. Daarna begint Goku de strijd aan te gaan met Vegeta, waarbij dankbaar gebruikmaakt van de Kaio-Ken techniek en de Spirit Bomb. Vegeta transformeert in een Oozaru, een enorm grote aap, en staat op het punt Goku te doden, hij wordt uiteindelijk verslagen omdat zijn staart wordt afgesneden door Yajirobe en terug transformeert wat hem al zijn kracht kost. Krilin kan de zwaar afgezwakte Vegeta afmaken maar Goku zegt hem Vegeta te laten gaan. Hij laat hem ontsnappen op verantwoordelijkheid van Goku.

#### Namek Saga
Piccolo was gedood waardoor Kami en de Dragon Balls ook verdwenen. Dus begon de jacht naar de Dragon Balls van Namek, de thuisplaneet van de Nameks. Son Gohan, Krilin en Bulma gaan eropaf, maar ook Vegeta wil ze hebben. Zonder dat ze het weten, is er nog een gevaarlijker persoon uit op de Dragon Balls; Freezer samen met zijn handlangers. Gohan en Krilin bleken geen kans te maken tegen Guldo, tot Vegeta hem versloeg door hem door de nek te schieten toen hij even niet oplette. Maar Recoome, Jeice, Burter en Ginyu, de overgebleven Ginyu Force-leden, bleken veel te sterk voor de Aardbewoners en de Saiyan. Hoewel Recoome een aardige partij bleek voor het drietal, maar toch te sterk was.
Na een lange tijd is Goku opgelapt van zijn strijd tegen Vegeta. Hij gaat op reis naar Namek en traint door middel van een zwaartekracht machine in het schip. Zo kan Goku trainen met 100 keer de normale zwaartekracht. Eenmaal aangekomen, versloeg hij de een aantal Ginyu Force leden (Recoome en Burter), die voor Goku nu geen partij waren. Jeice kreeg de genadeklap door Vegeta en Captain Ginyu bleek een sterke en vervelende tegenstander. Hij had een maffe techniek om met iemand van lichaam te wisselen, sinds zijn power level in het niet viel bij de Kaio-Ken van Goku.
Goku kreeg toen Ginyu's lichaam, en Ginyu dat van Goku. Goku Ginyu viel toen Krilin en Gohan aan, maar die boden genoeg weerstand, omdat Ginyu niet met Goku's lichaam vertrouwd was. Goku was ernstig verwond omdat Ginyu zichzelf toetakelde alvorens de 'body swap' te gebruiken.
Ginyu probeerde toen het lichaam van Vegeta, die inmiddels sterk genoeg bleek om Jeice de baas te zijn, over te nemen en Goku sprong ervoor, zodat hij geraakt werd en zijn lichaam terugkreeg. Ginyu wisselde met een kikker die later weer met Bulma ruilde, maar ook dat werd opgelost.
Na een lang gevecht met Freezer bleek hij te sterk voor Goku, zelfs de Spirit Bomb had geen effect. Maar wanneer Freezer Krilin doodde, werd het voor Goku te veel. Goku ontketent zijn woede en transformeerde hij in een Super Saiyan, wat tot Freezers ondergang leidde. Na Freezer te hebben verslagen kon Goku zelf nog ternauwernood ontkomen voordat Namek ontplofte, want Freezer had de kern van de planeet uit pure wanhoop toegetakeld.

#### Android Saga
Hij kan echter geen koers naar planeet Aarde instellen, omdat daar geen tijd voor is. Hij stort op de Planeet Yardrat neer. De bewoners van deze planeet helen Goku, en repareren zijn schip, en leert hij de Instant Transmission techniek. Als hij terug op Aarde komt ontmoet hij Trunks (toekomstige zoon van Vegeta en Bulma), een jongeman van de toekomst die hem vertelt over de toekomstige Androids, dus beginnen Goku en de anderen aan hun training.
Drie jaar later komen de eerste androids, en Goku krijgt, zoals voorspeld door Trunks, een hartziekte. Dankzij de medische vooruitgang van de toekomst kan Goku toch nog genezen, maar nadat hij bijkomt worden nu juist de androids opgejaagd door Cell, een nog machtiger wezen dat samengesteld is uit het DNA (cellen) van de krachtigste strijders.

#### Cell Saga
Goku zegt dat om Cell te verslaan hij het Super Saiyan level moet overstijgen. Hij gaat samen met zijn zoon Gohan trainen in de Hyperbolic Timechamber. Na enige tijd behaalt Goku hier Ultra Super Saiyan, maar besluit deze vorm niet te gebruiken vanwege het feit dat deze vorm redelijk veel energie verbruikt en omdat snelheid en behendigheid drastisch worden verslechterd. In ieder geval behaalt Gohan na een paar dagen ook het Super Saiyan niveau en Goku besluit dat hij en Gohan Super Saiyan moesten blijven zo lang als ze konden. Zo konden hun lichamen wennen aan de Super Saiyan vorm en voelde het niet zo 'raar' meer. Ze zouden dan langer Super Saiyan kunnen blijven en vanaf de Super Saiyan-basis hogere power levels behalen. Het lukt Goku en Gohan uiteindelijk om deze vorm te behouden.
Goku en Gohan komen uit de Hyperbolic Timechamber en uiteindelijk begint het gevecht tegen Cell in de Cell Games. Goku geeft de strijd op (de enige reden waarom Goku eerst vocht was om Gohan te laten zien hoe Cell vocht) en laat Gohan vechten omdat hij weet dat Gohan de kracht heeft om Cell te verslaan, wat ook zo is nadat Gohan transformeert in een Super Saiyan 2, maar uiteindelijk moet Goku zichzelf opofferen omdat Cell zichzelf wou laten exploderen om de wereld op te blazen, dus gebruikte Goku zijn instant transmission om hem en Cell naar Koning Kaio's planeet te teleporteren, waar hij daar ontplofte. Hierna traint hij in the Other World.

#### Majin Saga
Terwijl hij in Other World traint behaalt Goku Super Saiyan 2 en Super Saiyan 3. Daar doet hij mee aan een toernooi waar spelers van het hele universum aan meedoen. Hij test zijn vaardigheden en ontmoet nieuwe tegenstanders. Onder andere Pikkon, die ook aan het toernooi meedoet en waartegen Goku uiteindelijk in de finale tegen vecht.

#### Buu Saga
De eerste keer dat Goku transformeert in Super Saiyan 3 is wanneer hij tegen Majin Boo vecht om een afleiding te creëren om zodoende Trunks de Dragon-Radar te kunnen laten halen.
Uiteindelijk wordt Vegeta op den duur beter persoon en bondgenoot en om Super Buu te verslaan besluiten hij en Goku om te fuseren in Vegito met behulp van de Potara Earrings.
Goku kon dit doen doordat hij weer tot leven was gewekt door een opoffering van Elder Kai. Super Saiyan Vegito ("Super Vegito") is sterker dan Super Buu, maar hij laat zich expres absorberen door Buu om zodoende de personen die Buu had geabsorbeerd te bevrijden. Op de een of andere manier werkt de fusie uit in Buu's lichaam en Vegito wordt weer opgesplitst in twee personen. Goku en Vegeta besluiten om niet meer te fuseren en Vegeta vernietigt zijn Earring, omdat hij vond dat echte Saiyans voor zichzelf moesten vechten. Uiteindelijk bevrijden ze iedereen in Buu, en verandert hij in Majin Boo. Uiteindelijk wordt Majin Boo verslagen door een Spirit Bomb van Goku. Daarna leidt Goku een vredig bestaan en uiteindelijk gaat hij op weg met Uub, de menselijke reïncarnatie van Buu, om te trainen.

#### Fusion reborn
Fusion Reborn is een film die zich afspeelt in het hiernamaals. Terwijl Goku bezig is met een toernooi georganiseerd door de Grand Kai, waar hij aan het vechten is tegen Pikkon, veroorzaakt een van de schoonmakers een explosie waardoor hij in contact komt met een vloeistof die bestaat uit puur kwaad. De schoonmaker transformeert hierdoor in Janemba, een groot geel wezen die zich gedraagt als een klein kind. Door de explosie zien veel dode slechteriken hun kans schoon om weer naar de aarde te gaan, waar de meesten van hun weer worden verslagen door Gohan, Videl, Trunks en Gotenks. Goku komt hierna in gevecht met Janemba en heeft zelfs nog moeite terwijl hij Super Saiyan 3 is. Na een bepaalde aanval, waardoor Janemba verslagen lijkt, transformeert Janemba in Super Janemba. Goku wordt op het laatste moment gered door Vegeta en zijn samen genoodzaakt om te fuseren. Na een aantal mislukte pogingen fuseren ze samen in Super Gogeta en verslaan Janemba waardoor hij weer terug veranderd in de schoonmaker.

### Dragon Ball GT
In het begin van Dragon Ball GT, dat zich ongeveer vier jaar na het einde van Dragon Ball Z afspeelt, wordt Goku per ongeluk terug naar kind gewenst door Pilaf, een antagonist uit Dragon Ball. Hij maakt zo een heleboel gevechten mee als kind en verslaat vele mensen, waaronder Baby Vegeta. In zijn kindvorm transformeert hij ook nog in Super Saiyan en Super Saiyan 3. Tijdens zijn transformatie naar Super Saiyan 3 slaat hij Super Saiyan 2 over zoals Gotenks, de fusie van Goten (zoon van Goku) en Trunks (zoon van Vegeta) in Dragonball Z.
De belangrijkste ontwikkelingen gebeurden tijdens de strijd met Baby, wanneer hij Vegeta absorbeert en transformeert in een Golden Oozaru. In deze vorm kon hij zichzelf amper beheersen, maar dankzij Pan, Gohans dochter (Goku's kleindochter), kan hij zichzelf kalmeren en bundelt hij zijn krachten tot een Super Saiyan 4. Als Super Saiyan 4 is Goku in zijn volwassen vorm. Ook Vegeta bereikt deze vorm met behulp van Bulma. Om de uiteindelijke antagonist Syn Shenron te verslaan moeten Goku en Vegeta wederom fuseren en worden ze Super Saiyan 4 Gogeta. Gogeta is echter te vol van zichzelf, en speet maar wat tegen omeg Shenron. Uiteindelijk weer Omega Shenron Goku op een haar na te doden, maar mede dankzij Goku's smeekbede om wat energie, weet hij een grote Spirit Bomb te creëren. Het afvuren van deze Super Spirit Bomb (energie vanuit het hele omniversum) koet Goku echter zijn leven. Gelukkig is Omega Shenron niet opgewassen tegen deze Super Spirit Bomb, en wordt erdoor vernietigd. Hierdoor worden de dragonballs weer 'goed', en komt de draak uit de dragonballs tevoorschijn. Deze draak brengt Goku weer tot leven. Goku zegt dat de dragonballs een ongekende kracht hebben, en dat het vele gebruik een negatief effect heeft gehad op de aarde. Om dit in de toekomst te voorkomen, vertrekt de draak uit de dragonballs met Goku & de dragonballs zelf, omdat ook Goku de oorzaak was van  het kwaad wat op hem en de aarde af kwam.
Na 100 jaar verschijnt Goku weer als een volwassene die zit te kijken naar zijn achterachterkleinzoon Goku Jr.. Hij vecht tegen Vegeta Jr., (de achterachterkleinzoon van Vegeta) in een toernooi. Dan vertrekt Goku en dit is ook het einde van de televisieseries.
Onder de fans is er discussie over of Dragon Ball GT tot de canon behoort. De animatieserie werd ontwikkeld door Toei Animation zonder medewerking van Akira Toriyama die de oorspronkelijke manga's schreef.

## Dragonball Evolution (2009)
Goku speelt de hoofdrol in de Amerikaanse liveactionfilm Dragonball Evolution. Hij wordt hierin vertolkt door Justin Chatwin. Hierin zal te zien zijn hoe de 18-jarige Goku naar school gaat en getreiterd wordt. Hij zoekt Master Roshi om hem te leren hoe hij de kwaadaardige Lord Piccolo moet verslaan. Zijn grootvader Gohan is ook nog in leven in de film.

## Technieken
KamehamehaGoku's zijn meest gebruikte techniek die hij van Master Roshi heeft geleerd. Het is een blauwe krachtige energie bal die hij uit zijn handen laat komen. De Kamehameha is er in verschillende soorten zoals Instant transmission Kamehameha, een enorme Super Kamehameha, een Kamehameha geüpgraded door zijn Kaio Ken Techniek, (die hij demonstreerde tijdens zijn eerste gevecht met Vegeta) en als Super Saiyan 4 kan Goku nog direct een 10x Kamehameha uitvoeren, die een rode kleur heeft. Dit is Goku's sterkste aanval, maar komt alleen voor in Dragonball GT.
Instant KamehamehaDit is een combinatie van de Instant transmission-techniek en de Kamehameha wave samen. Goku gebruikte deze techniek wanneer hij Perfect Cell probeerde te vernietigen tijdens de Cell Tournament. Goku hoeft hierbij zijn vingers niet op zijn voorhoofd te leggen en kan tegelijkertijd zijn energie laden voor de Kamehameha. Het is een uiterst zeer goede tactiek om de vijand te misleiden.
Kaio-KenDeze techniek heeft Goku van Koning Kaio geleerd als hij deze aanval gebruikt komt er een rode gloed om hem heen en zijn kracht en snelheid worden hoger.
Spirit BombDe Spirit Bomb is een van Goku's krachtigste aanvallen. Hij heeft deze techniek van Koning Kaio geleerd. Om deze techniek te gebruiken heeft hij veel tijd nodig om een deel van de energie aan al wat leeft (planten, dieren en mensen) te onttrekken en deze tot een energiebal te ontwikkelen.
Instant TransmissionEen techniek die Goku heeft geleerd toen hij op Yardrat was. Dit is een techniek waarmee hij zeer snel van de ene op de andere plek kan komen, zelfs in The Other world.
TaiyokenEen techniek die tegenstanders kan verblinden. Dat geeft de gebruiker de tijd om zijn of haar tegenstander neer te slaan of te vluchten. Deze techniek was voor het eerst gedemonstreerd door Tien tijdens de Tien Shinhan Saga in Dragon Ball.
Dragon FistDit is Goku's allersterkste standaloneaanval. Hij slaat door zijn tegenstander heen, en er verschijnt op dat moment een gouden draak. Deze aanval valt haast niet te verdedigen of te ontwijken, maar vergt wel tijd om het te gebruiken. Deze aanval komt alleen voor in Dragon Ball Z Movie 13 en in Dragon Ball GT.
KienzanDit is een techniek van Krilin, een vriend van Goku. Goku doet deze aanval een keer in de Buu-saga.